# Боскет

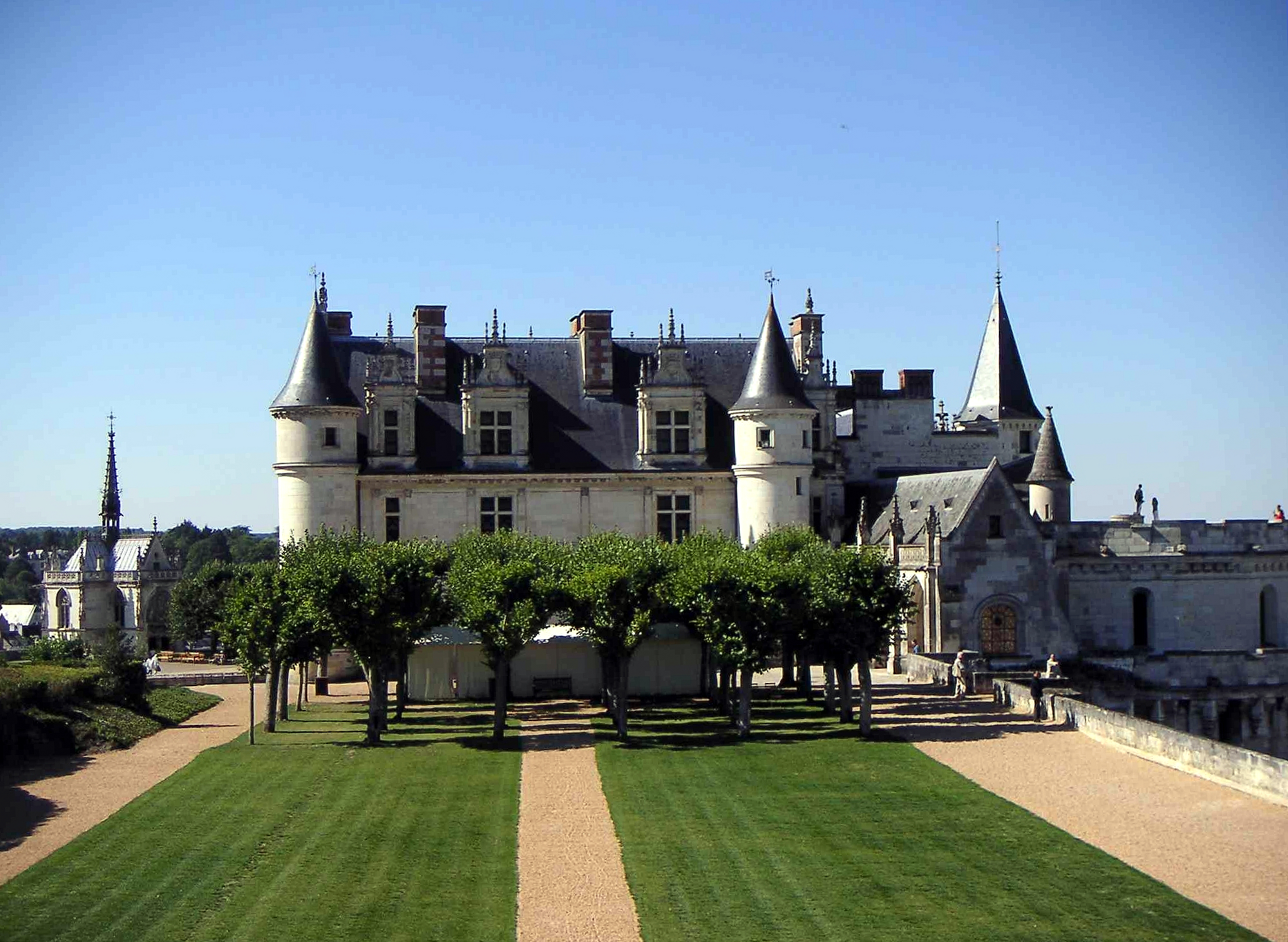
Парк із боскетами в замку Амбуаз

Боске́т (фр. bosquet < італ. boschetto — «лісок», «гайок») — частина парку або невеликий садок, засаджений головним чином чагарниками, серед яких ростуть подекуди поодинокі або групами дерева. Вистрижені у вигляді рівних стінок боскети з кущових порід — основний мотив у композиції регулярних парків XVI—XVII ст.
В Україні боскети застосовані в Алупкінському і Лівадійському палацово-паркових комплексах.